# Classicks
Albums de Alice Cooper
The Last Temptation
(1994) A Fistful of Alice
(1997)
Classicks est le quatrième album compilation d'Alice Cooper.

## Liste des titres
1. Poison – 4:30 – (Cooper, Child, McCurry)
2. Hey Stoopid – 4:33 – (Cooper, Ponti, Pepe, Pfeifer)
3. Feed My Frankenstein – 4:44 – (Cooper, Zodiac Mindwarp, Coler, Richardson)
4. Love's a Loaded Gun – 4:01 – (Cooper, Ponti, Pepe)
5. Stolen Prayer – 5:35 – (Cooper, Cornell)
6. House of Fire – 3:46 – (Cooper, Jett)
7. Lost in America – 3:52 – (Cooper, Wexler, Saylor)
8. It's Me – 4:37 – (Cooper, Blades, Shaw)
9. Under My Wheels (Live) – 3:41 – (Bruce, Dunaway, Ezrin)
10. Billion Dollar Babies (Live) – 3:36 – (Bruce, Cooper, Vinson)
11. I'm Eighteen (Live) – 4:34 – (Cooper, Bruce, Smith, Dunaway, Buxton)
12. No More Mr. Nice Guy (Live) – 3:11 – (Cooper, Bruce)
13. Only Women Bleed (Live) – 4:06 – (Cooper, Wagner)
14. School's Out (Live) – 3:46 – (Cooper, Bruce, Smith, Dunaway, Buxton)
15. Fire– 3:02 – (Hendrix).

## Personnel
- Alice Cooper – chants
- Al Pitrelli – guitare
- Stef Burns – guitare
- John McCurry – guitare
- Pete Freezin' – guitare
- Hugh McDonald – basse
- Greg Smith – basse
- T-Bone Caradonna – basse
- Alan St. John – claviers
- John Webster – claviers
- Robert Bailey – claviers
- Derek Sherinian – claviers
- Bobby Chouinard – batterie
- Mickey Curry – batterie
- David Uosikkinen – batterie
- Jonathan Mover – batterie

## Producteurs
- Desmond Child – piste 1 et 6.
- Peter Collins – piste 2,3,4 et 15.
- Andy Wallace – piste 5.
- Don Flemming – piste 7.
- Duane Barron & John Purdell – piste 8.
- Bob Pfeifer & Thom Panunzio – piste 9,10,11,12,13 et 14.